# Лісево (Ґолюбсько-Добжинський повіт)
Лісево (пол. Lisewo, нім. Lissauhütte) — село в Польщі, у гміні Ґолюб-Добжинь Ґолюбсько-Добжинського повіту Куявсько-Поморського воєводства.
Населення — 633 особи (2011).
У 1975-1998 роках село належало до Торунського воєводства.

## Демографія
Демографічна структура станом на 31 березня 2011 року:
|          | Загалом | Допрацездатний вік | Працездатний вік | Постпрацездатний вік |
| -------- | ------- | ------------------ | ---------------- | -------------------- |
| Чоловіки | 318     | 76                 | 218              | 24                   |
| Жінки    | 315     | 76                 | 185              | 54                   |
| Разом    | 633     | 152                | 403              | 78                   |